# Regeringen Sandler

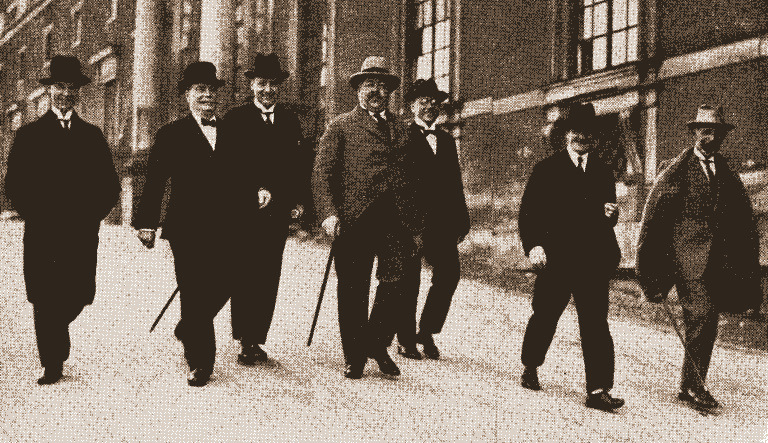
Regeringen Sandler lämnar Stockholms slott efter sin sista konselj den 2 juni 1926. Från vänster: statsminister Rickard Sandler, kommunikationsminister Viktor Larsson, justitieminister Torsten Nothin, handelsminister Carl Svensson, konsultative statsrådet Karl Schlyter, socialminister Gustav Möller och jordbruksminister Sven Linders.

Regeringen Sandler var en socialdemokratisk regering i Sverige, tillträdde den 24 januari 1925 och avgick den 7 juni 1926. Den efterträdde regeringen Branting III.
Rickard Sandler blev statsminister efter att Hjalmar Branting avgick av hälsoskäl. Branting avled en månad senare. Några månader senare drabbades socialdemokraterna av ytterligare en förlust när finansminister Fredrik Vilhelm Thorsson plötsligt insjuknade och gick bort i maj 1925.
Regeringens stora fråga var 1925 års försvarsbeslut. Med stöd av liberalerna fick regeringen igenom detta som innebar en omfattande neddragning av försvaret. I juni 1926 avgick regeringen på grund av Stripakonflikten, frågan om arbetslösa skulle behöva ta arbeten på arbetsplatser där arbetskonflikt rådde. I samband med detta fällde Sandler de bevingade orden "Det är bättre att denna regering faller än att regeringsmakten lämnas att förfalla".
Ministären efterträddes av regeringen Ekman I.

## Statsråd
* Statsminister eller departementschef
| Statsminister          |  | Rickard Sandler          | 24 januari 1925  | 7 juni 1926      | Socialdemokraterna |
| Utrikesminister        |  | Östen Undén              | 24 januari 1925  | 7 juni 1926      | Socialdemokraterna |
| Justitieminister       |  | Torsten Nothin           | 24 januari 1925  | 7 juni 1926      | Socialdemokraterna |
| Försvarsminister       |  | Per Albin Hansson        | 24 januari 1925  | 7 juni 1926      | Socialdemokraterna |
| Socialminister         |  | Gustav Möller            | 24 januari 1925  | 7 juni 1926      | Socialdemokraterna |
| Kommunikationsminister |  | Viktor Larsson           | 24 januari 1925  | 7 juni 1926      | Socialdemokraterna |
| Finansminister         |  | Fredrik Vilhelm Thorsson | 24 januari 1925  | 5 maj 1925       | Socialdemokraterna |
| Finansminister         |  | Ernst Wigforss           | 8 maj 1925       | 7 juni 1926      | Socialdemokraterna |
| Ecklesiastikminister   |  | Olof Olsson              | 24 januari 1925  | 7 juni 1926      | Socialdemokraterna |
| Jordbruksminister      |  | Sven Linders             | 24 januari 1925  | 7 juni 1926      | Socialdemokraterna |
| Handelsminister        |  | Rickard Sandler          | 24 januari 1925  | 27 februari 1925 | Socialdemokraterna |
| Handelsminister        |  | Carl Svensson            | 27 februari 1925 | 7 juni 1926      | Socialdemokraterna |
| Konsultativa statsråd  |  |                          |                  |                  |                    |
| Konsultativt statsråd  |  | Hjalmar Branting         | 24 januari 1925  | 24 februari 1925 | Socialdemokraterna |
| Konsultativt statsråd  |  | Karl Levinson            | 24 januari 1925  | 7 juni 1926      | Partilös           |
| Konsultativt statsråd  |  | Ernst Wigforss           | 24 januari 1925  | 8 maj 1925       | Socialdemokraterna |
| Konsultativt statsråd  |  | Karl Schlyter            | 8 maj 1925       | 7 juni 1926      | Socialdemokraterna |